# Rio Menarandra

Rios de Madagascar

O rio Menarandra é um rio do sul de Madagascar, na região de Atsimo-Andrefana.